# Pierre de La Châtre
Pierre de La Châtre (... – 1171) è stato un arcivescovo cattolico francese.

## Biografia
Fu un allievo dell'arcivescovo Alberico di Reims. Proveniva dalla famiglia La Châtre ed era parente (cugino o nipote) del cardinale e canonico del Santissimo Salvatore lateranense Aimerico de La Châtre, segretario di papa Innocenzo II.

### Arcivescovo
La nomina di Pierre de La Châtre ad arcivescovo di Bourges suscitò una crisi latente tra Luigi VII e papa Innocenzo II, che durò parecchi anni.
Tradizionalmente il re di Francia aveva il diritto di proposta nella scelta di un vescovo. Quando Luigi nominò per quella carica il proprio cancelliere Cadurc, il capitolo dei canonici della cattedrale di Bourges sollevò obiezioni alla scelta del re e s'impegnò per un proprio candidato. All'arcivescovo nominato dal Papa, Pierre de La Châtre, Luigi rifiutò l'ingresso a Bourges e il papa sollecitò i ministri del re a impedirgli un comportamento «…pazzesco come quello di uno scolaretto.» Luigi giurò su reliquie, che Pierre de La Châtre non avrebbe mai messo piede a Bourges, finché lui fosse vissuto. Per questo papa Innocenzo II lo scomunicò. Questa scomunica rappresentò una pesante punizione, sia per il devoto Luigi, sia per i cittadini delle città di residenza. Nella piccola città o borgo ove egli risiedeva, non potevano essere suonate le campane né celebrati servizi divini, funerali religiosi, battesimi o matrimoni.
Il conflitto tra il re di Francia e il Papa sulla nomina dell'arcivescovo di Bourges fu complicato da un'altra questione. Presso la casa della regina francese Eleonora d'Aquitania viveva la sua giovane sorella Petronilla. Questa sedicenne iniziò, nell'estate del 1141, una relazione con il trentacinquenne Raul I di Vermandois, che era sposato con la sorella del conte Tebaldo II di Champagne, Eleonora di Blois. Nell'inverno 1141/1142 Luigi trovò tre vescovi accomodanti, che annullarono il matrimonio di Raul I di Vermandois per consanguineità fra gli sposi e lo sposarono con Petronilla. Luigi VII poi, per punire la Champagne, ove si era rifugiato Pierre de La Châtre, fece attaccare le terre di Teobaldo e incendiarne il paese di Vitry-en-Perthois nel gennaio 1143, fatto che causò la morte di oltre un migliaio di abitanti, che, all'assalto della truppe di Luigi, si erano rifugiati nella chiesa del paese. 
Tebaldo II di Champagne non solo accolse nella sua casa la sua parente e i di lei figli, ma protestò anche con papa Innocenzo contro l'intromissione in quell'occasione di Luigi di Francia, che avrebbe dovuto essere estromesso dalla Chiesa. Teobaldo ebbe in questo l'appoggio di Bernardo di Chiaravalle, che di fronte al Papa si mostrò scioccato sul delitto contro la famiglia Champagne e contro il sacramento del matrimonio.
Il conflitto fra Luigi di Francia e papa Innocenzo II terminò solo con la morte di quest'ultimo. Il suo successore, papa Celestino II, si mostrò amichevole e tolse in segno di buona volontà il bando contro Luigi. Bernardo di Chiaravalle organizzò nell'inverno 1143/1144 una serie d'incontri che portarono alla soluzione della crisi. Il 22 aprile 1142 Luigi dovette, in una conferenza tenutasi a Saint Denis, seppellire la sua ambizione d'imporre il suo candidato come arcivescovo di Bourges e accettare Pierre de La Châtre come arcivescovo.

### Opere
Si sono conservata alcune lettere di Pierre de la Châtre a Luigi II e a Sugerio di Saint-Denis. Nella Gallia christiana vi sono due carte di lui. Nel 1156 egli prese sotto la sua protezione l'abbazia di Chalivoy. Nel 1159 decise la fondazione dell'abbazia di Noirlac.

## Genealogia episcopale
La genealogia episcopale è:
- Cardinale Vitale Giovanni, O.S.B. Cam.
- Papa Innocenzo II
- Arcivescovo Pierre de La Châtre